# موتور مهدي آب أذري (وكيل أباد)
موتور مهدي آب أذري (بالإنجليزية: Mowtowr-e Mehdi Ab Azeri)‏ هي منطقة سكنية تقع في إيران في قسم وکيل أباد الريفي. يقدر عدد سكانها بـ 43 نسمة .